# Ingo Baerow
Ingo Baerow (* 7. April 1931 in Frankfurt (Oder); † 12. November 2023 in Cottbus; alternativ: Harald Baerow) war ein deutscher Film- und Theaterschauspieler sowie Synchronsprecher.

## Leben und Wirken
Nach seiner Schauspielausbildung in Berlin Anfang der 1950er Jahre gab der gelernte Großhandelskaufmann 1954 sein Bühnendebüt am Meininger Theater. Es folgte ein Engagement am Kleist-Theater Frankfurt (Oder) und die Mitwirkung in DEFA- und DFF-Filmproduktionen. So spielte er bereits 1955 an der Seite von Simone Signoret im unvollendeten DEFA-Film Mutter Courage und ihre Kinder mit. Eine Vielzahl zumeist kleinerer Rollen folgten, ehe er seine Tätigkeit als Bühnendarsteller ab 1961 in der Bundesrepublik fortsetzte.
Am 12. November 2023 starb Ingo Baerow im Alter von 92 Jahren in Cottbus.

## Filmografie (Auswahl)
- 1955: Mutter Courage und ihre Kinder (unvollendet)
- 1956: Der Hauptmann von Köln
- 1958: Geschwader Fledermaus
- 1959: Reportage 57
- 1960: Trübe Wasser
- 1961: Der Besuch im Karzer
- 1966: Conan Doyle und der Fall Edalji
- 1966: Mädchen zwischen Sex und Sünde (The Alley Cats)
- 1967: Interpol (TV-Filmreihe) …geborene Lipowski
- 1966: Die fünfte Kolonne – Das verräterische Licht (Fernsehserie)
- 1969: Stewardessen
- 1972: Mädchen, die nach München kommen
- 1972: Ich. Das Abenteuer, heute eine Frau zu sein
- 1979: Protokoll eines Verdachts

## Synchronrollen (Auswahl)
- Frank Oz in Die Muppet Show als Tier
- Kaneta Kimotsuki in Pinocchio als Rocco, der Specht
- Puck in Die Biene Maja
- Ausguck-Wikinger in Wickie und die starken Männer
- Sergeant Deux-Deux in Der Inspektor